# Гуадальтреба
Гуадальтеба (исп. Guadalteba)  — район (комарка) в Испании, входит в провинцию Малага в составе автономного сообщества Андалусия.

## Муниципалитеты
| Муниципалитет       | Население | Площадь км² | Плотность населения чел./км² |
| ------------------- | --------- | ----------- | ---------------------------- |
| Альмархен           | 2118      | 35          | 60,51                        |
| Ардалес             | 2558      | 106         | 24,13                        |
| Кампильос           | 8183      | 187         | 43,76                        |
| Каньете-ла-Реаль    | 2051      | 165         | 12,43                        |
| Карратрака          | 887       | 23          | 38,57                        |
| Куэвас-дель-Бесерро | 1847      | 16          | 115,44                       |
| Сьерра-де-Егуас     | 3418      | 86          | 39,74                        |
| Теба (Малага)       | 4278      | 144         | 29,71                        |